# Teloner
Un teloner o una telonera és un artista menys conegut que actua abans que un altre de més famós en un espectacle, recital, etc. És una mena de solidaritat entre artistes coneguts que contribueixen a llançar la carrera d'artistes novells. Si antany era solidari i els teloners no rebien cap honorari (només potser una petita gratificació), des de l'inici del segle xx algunes grans estrelles poden arribar a demanar fins a 10.000 euros als teloners, en concepte de «lloguer» d'aquest espai de propaganda.